# イスマーイール勲章
イスマーイール勲章(アラビア語:نيشان إسماعيل)は、ムハンマド・アリー朝エジプト、エジプト王国の勲章。最高位勲章であり、4等級存在した。
1915年4月14日に、ムハンマド・アリー朝スルタンフサイン・カーミルによってエジプトに対する貢献を称えるため制定された。名称はイスマーイール・パシャから取られており、エジプト国民及び外国人が受章対象とされた。
1953年にエジプト共和国が建国されたことに伴い、イスマーイール勲章は廃止された。